# Indigofera pearsonii
Indigofera pearsonii är en ärtväxtart som beskrevs av Baker f. Indigofera pearsonii ingår i släktet indigosläktet, och familjen ärtväxter. Inga underarter finns listade i Catalogue of Life.